# Kolokvium
Kolokvium (latinsky colloquium) může být
1. Ústní zkouška na vysoké škole
2. Shromáždění odborníků k určité otázce (problematice)
3. Společná rozmluva, rozhovor.

## Ústní zkouška
Název kolokvium pro ústní formu zkoušky konané na vysoké škole je zastaralý. Uchazeč zkoušky prokazuje své znalosti před pověřeným zkoušejícím pedagogem (odborným asistentem, docentem, profesorem k uvedenému zplnomocněným) nebo před odbornou komisí, která je sestavena z těchto zkoušejících pedagogů.
Výsledkem procesu kolokvia je udělení nebo neudělení osvědčení o absolvování příslušné zkoušky. Na tomto základě může také dojít k udělení pedagogického, akademického nebo vědeckého titulu (např. docentury při habilitačním řízení). Fakticky se jedná o rozhovor, rozmluvu řízenou akreditační autoritou. Cílem je ověření a uznání požadovaných znalostí a následné přiznání s tím souvisejícího oprávnění, například k užívání konkrétního akademického titulu.